# Legislatura Municipal de San Juan
La Legislatura Municipal de San Juan es el órgano legislativo del municipio de San Juan, la capital de Puerto Rico. Esta se compone de 17 legisladores municipales elegidos por los residentes de San Juan mayores de 18 años cada cuatro años, conjuntamente con el gobernador y la legislatura.El gobierno municipal de San Juan se compone de dos ramas, la legislativa y la ejecutiva. La primera siempre ha estado investida con poderes similares a los de la rama legislativa estatal, sobre todo en cuanto al control presupuestario. De hecho, durante el siglo XX dominó el poder legislativo bajo distintos nombres, Concejo Municipal, Junta de Comisionados o Asamblea Municipal. Hubo inclusive épocas en que se eliminó el título de alcalde para denominar al ejecutivo municipal y no fue hasta 1962 que se regresó al nombre tradicional de alcalde. Desde el 2021 el Alcalde de San Juan es el Hon. Miguel Romero Lugo.

## Autoridades
| Cargo               | Titular | Titular                    | Partido |
| ------------------- | ------- | -------------------------- | ------- |
| Presidenta          |         | Gloria I. Escudero Morales | PNP     |
| Vicepresidenta      |         | Ada Clemente González      | PNP     |
| Portavoces          |         | Camille García Villafañe   | PNP     |
| Portavoces          |         | Mari Laura Rohena Cruz     | MVC     |
| Portavoces          |         | Manuel A. Calderón Cerame  | PPD     |
| Portavoces alternos |         | Alba I. Rivera Ramírez     | PNP     |
| Portavoces alternos |         | Joel Vázquez Rosario       | MVC     |

## Legisladores
| Titular | Titular                    | Partido | Inicio | Final |
| ------- | -------------------------- | ------- | ------ | ----- |
|         | Gloria I. Escudero Morales | PNP     | 2021   | 2025  |
|         | Ada Clemente González      | PNP     | 2017   | 2025  |
|         | Camille García Villafañe   | PNP     | 2017   | 2025  |
|         | Alba I. Rivera Ramírez     | PNP     | 2021   | 2025  |
|         | Carlos R. Acevedo Acevedo  | PNP     | 2021   | 2025  |
|         | Luis A. Crespo Figueroa    | PNP     | 2021   | 2025  |
|         | Alberto Giménez Cruz       | PNP     | 2021   | 2025  |
|         | Diego García Cruz          | PNP     | 2021   | 2025  |
|         | Ángela Maurano Debén       | PNP     | 2021   | 2025  |
|         | Nitza Suárez Rodríguez     | PNP     | 2021   | 2025  |
|         | Carmen S. Torres Rodriguez | PNP     | 2024   | 2025  |
|         | Fernando Ríos Lebrón       | PNP     | 2021   | 2025  |
|         | Milton Maury Martínez      | PNP     | 2023   | 2025  |
|         | Julián E. Soto Camacho     | PNP     | 2024   | 2025  |
|         | Mari Laura Rohena Cruz     | MVC     | 2021   | 2025  |
|         | Joel Vázquez Rosario       | MVC     | 2023   | 2025  |
|         | Manuel A. Calderón Cerame  | PPD     | 2022   | 2025  |

## Sede

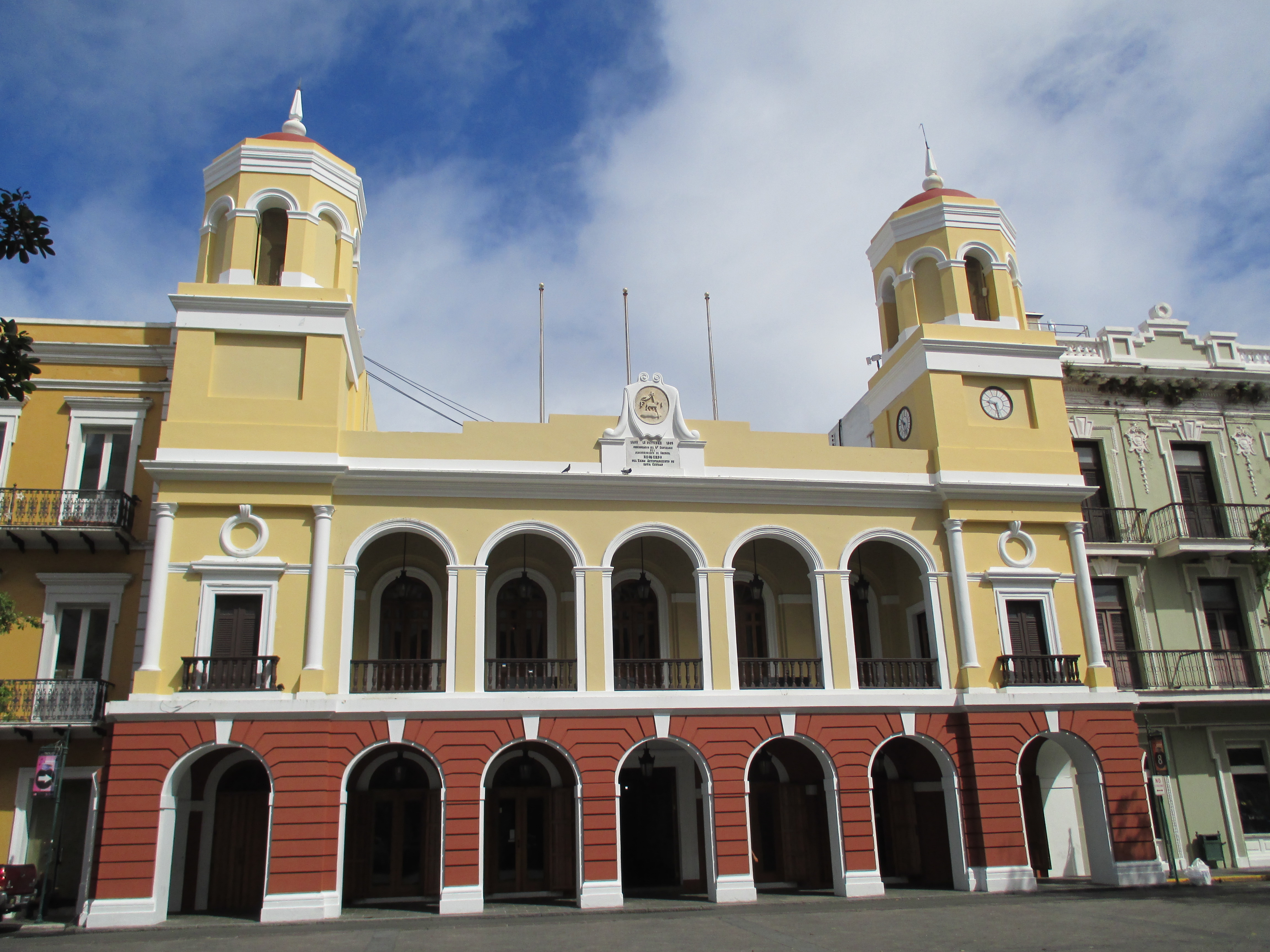
Casa Alcaldía de San Juan

La sede de la Legislatura Municipal de San Juan está localizada en la Casa de la Alcaldía de San Juan en el Viejo San Juan. Este edificio fue construido en 1604 y ha albergado la Legislatura desde su fundación y también albergó a su predecesor, el Consejo Municipal de San Juan. En este edificio también se encuentra la sede del alcalde. 

## Comisiones
La Legislatura tiene las siguientes comisiones:
- Comisión Ejecutiva, de Calendario, Ética y Asuntos Internos
- Comisión de Gobierno y de lo Jurídico
- Comisión de Hacienda, Finanzas, Fondos Federales, Auditoría y Asuntos del Contralor
- Comisión de Seguridad
- Comisión de Salud, Emergencias y Administración de Desastres
- Comisión de Desarrollo Económico, Turismo, Educación y Cultura
- Comisión de Urbanismo, Planificación y Permisos
- Comisión de Desarrollo Social, Comunitario y Asuntos de Género
- Comisión de Recursos Naturales, Energía, Ambiente, Infraestructura y Tecnología
- Comisión de Recreación, Deportes y Desarrollo de la Juventud

## Funciones y poderes

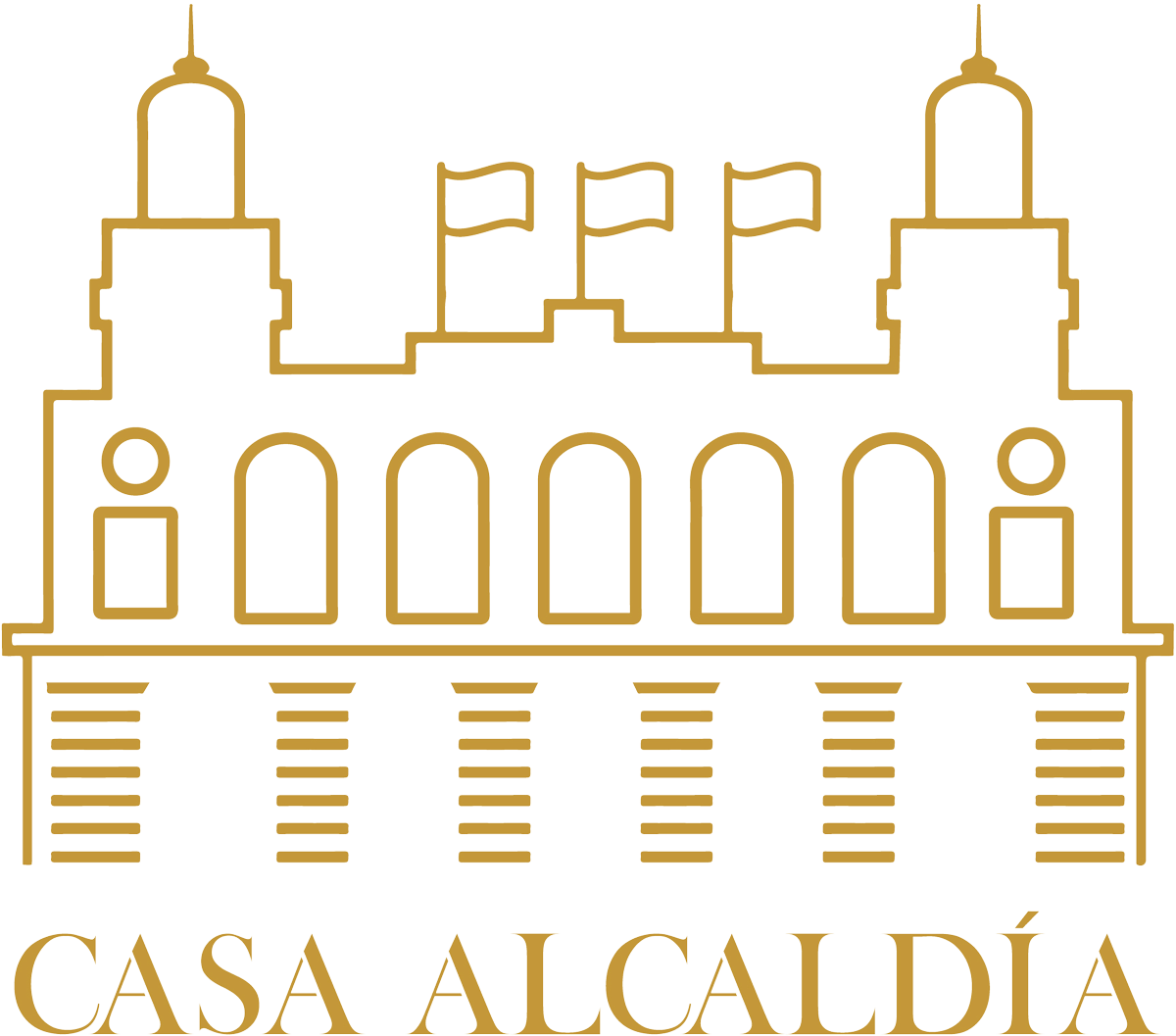
Logotipo del Gobierno Municipal de San Juan

Entre los poderes legislativos de la Legislatura Municipal se encuentran los siguientes:
- Aprobar anualmente la resolución del presupuesto general de ingresos y gastos de operación y funcionamiento del municipio.
- Confirmar los nombramientos de los funcionarios municipales y de los oficiales municipales y miembros de juntas o entidades municipales, cuyos nombramientos estén sujetos a la confirmación de la Asamblea.
- Aprobar por ordenanza los puestos de confianza del municipio.
- Aprobar la permuta, gravamen, arrendamiento o venta de bienes inmuebles municipales.
- Autorizar la imposición de contribuciones sobre la propiedad, tasas especiales, arbitrios, tarifas, derechos o impuestos dentro de los límites jurisdiccionales del municipio sobre materias no incompatibles con la tributación del Estado con sujeción a la ley.
- Aprobar ordenanzas que impongan sanciones penales o multas administrativas por violación a las ordenanzas y resoluciones municipales.
- Autorizar los reajustes presupuestarios que someta el ejecutivo municipal y las transferencias de créditos de las cuentas para el pago de servicios personales a otras dentro del presupuesto general de gastos.
- Autorizar la contratación de empréstitos conforme a las disposiciones de la ley y reglamentarias correspondientes.
- Disponer mediante ordenanza o resolución lo necesario para implantar las facultades conferidas al municipio en lo relativo a la creación de organismos intermunicipales y el otorgamiento de convenios, en tanto y en cuanto comprometan económica y legalmente al municipio.
- Aprobar los planes del área de personal del municipio que someta el ejecutivo municipal, los reglamentos, las guías y clasificación y escalas de pago que deban adoptarse para la administración del sistema de personal.
- Aprobar los reglamentos para las compras, arrendamiento de equipo o ejecución de servicios para casos de emergencias provocadas por desastres.
- Ratificar y convalidar las gestiones, actuaciones, gastos y obligaciones incurridas por el ejecutivo municipal en el ejercicio de la facultad conferida por ley para los casos en que se decrete un estado de emergencia.
- Aprobar aquellas ordenanzas, resoluciones y reglamentos sobre asuntos y materias de la competencia o jurisdicción municipal que, deban someterse a su consideración.
- Cubrir las vacantes que surjan entre sus miembros de acuerdo al procedimiento dispuesto en ley.
- Autorizar la constitución de corporaciones municipales e intermunicipales que hayan de organizarse y operar de acuerdo a la ley.
- Realizar aquellas investigaciones, incluyendo vistas públicas, necesarias para la consideración de los proyectos de ordenanzas y resoluciones que le sometan o para propósitos de desarrollar cualquier legislación municipal.

## Sistema Electoral
Los legisladores municipales son electos para un término de 4 años mediante "votación Limitada" de distrito único.  los escaños son distribuidos en 14 para el primer partido más votado, 2 para el segundo partido y 1 para el tercer partido.